# Retroprojecció

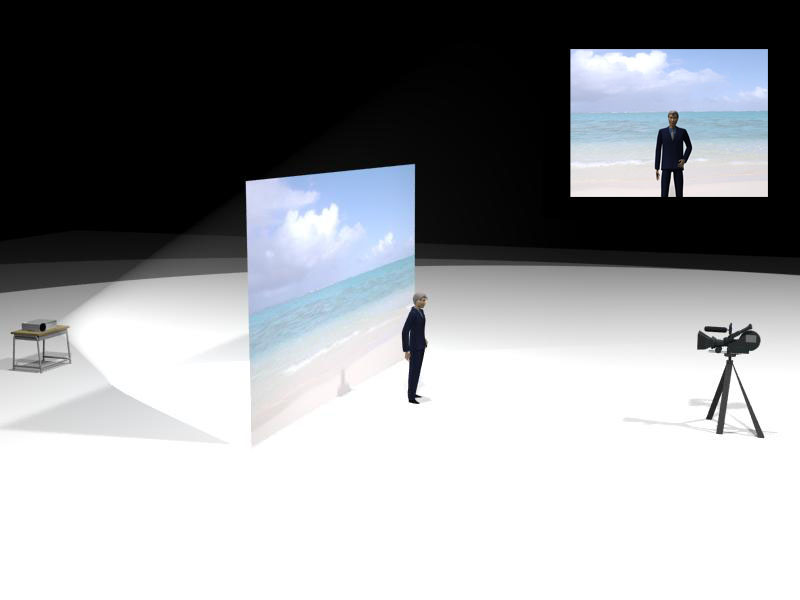
Efecte de la retroprojecció

La retroprojecció és un procés que consisteix en projectar una imatge, gravada prèviament, durant un rodatge per a que actuï com a fons de l'escena, per la part posterior d'una pantalla translúcida, col·locada darrere de l'acció, el set i la càmera que grava. Així, es busca evitar la projecció d'ombres (dels actors o el set) al fons de l'escena.
D'aquesta manera, se situa als actors i actrius entre la càmera i la pantalla, darrera la qual hi hauria el projector que reproduiria una escena fixa o en moviment. D'aquesta manera, es pot aconseguir infinites possibilitats de fondos sense sortir de l'estudi de gravació.
A més, la tècnica s'utilitza molt en fotografia comercial per presentar motius en llocs exòtics sense haver de desplaç-se a aquests, fet que suposaria un enorme cost, com en el cas del cinema o televisió. També serveix de molta utilitat per a dur a termes processos com el mate painting o la rotoscòpia.

## Tècnica
Els actors s'aturen davant d'una pantalla mentre un projector col·locat darrere de la pantalla projecta una imatge invertida del fons. Això requereix un gran espai, ja que el projector s'ha de col·locar a certa distància de la part posterior de la pantalla. Amb freqüència, la imatge de fons pot aparèixer inicialment feble i esvaïda en comparació amb el primer pla i pot ser tant fixa com en moviment.
Els anomenats plànols de procés se solien utilitzar per filmar els actors com si estiguessin dins un vehicle en moviment, quan en realitat es troben en una maqueta de vehicle en un sound stage. En aquests casos, el moviment de la pel·lícula de fons i els actors i accessoris de primer pla sovint eren diferents a causa de la manca d'estabilització de la càmera a la filmació des dels vehicles en moviment utilitzats per produir la imatge de fons. Això es notava més com a cops i moviments discordants de la imatge de fons que els actors no replicarien.
Un problema important amb l'ús de la retroprojecció era que sempre era una mica menys nítida que l'acció davant seu i, per això, sempre era lleugerament perceptible, especialment en seqüències on alternava amb plans sense projecció.
Un avenç important pel que fa a la retroprojecció és la projecció frontal, que utilitza un material de pantalla especial per permetre que la placa es projecti des del front de la pantalla. Això dona com a resultat una imatge molt més nítida i saturada. Tot i que la tècnica s'havia utilitzat de forma experimental des de feia algun temps, va ser durant el rodatge de 2001: Odissea a l'espai (1968) quan es va desenvolupar per complet la versió moderna. En aquest cas, es va utilitzar per evitar costoses preses a exteriors a l'Àfrica durant les escenes inicials de la pel·lícula, però l'efecte també es va utilitzar al llarg de la pel·lícula per a moltes preses a les finestres de les naus espacials. 2001 també va utilitzar la retroprojecció per produir efectes de pantalla d'ordinador.
A mesura que els efectes de projecció frontal i pantalla blava es van generalitzar i van ser menys costosos, la retroprojecció es va tornar en gran manera obsoleta, tot i que hi ha un seguit de pel·lícules contemporànies que l'han utilitzada.

## Història
La retroprojecció es va concebre molt abans del seu ús real; no obstant això, aquesta només va ser possible a la dècada de 1930 gràcies a tres desenvolupaments tècnics necessaris. El més important va ser el desenvolupament de les càmeres i de projectors que podien connectar-se per sincronitzar els seus obturadors, que van sorgir de les necessitats no relacionades de les pel·lícules "parlants" la sincronització de les quals havia de controlar-se acuradament. En segon lloc, la introducció de la pel·lícula pancromàtica per part d'Eastman Kodak el 1928 va permetre que la càmera exposés el fons projectat més que les pel·lícules ortocromàtiques, fent-ho semblar menys tènue que abans. Finalment, els calibres de pel·lícula més grans que van començar a sorgir a finals de la dècada de 1920 van exigir llums de projecció més potents, que posteriorment van estar disponibles per fer que la pantalla de retroprojecció fos més brillant i, per tant, millor exposada.
El 1930, Fox Film Corporation va ser la primera a utilitzar la tècnica de la retroprojecció, amb les seves pel·lícules Liliom i Just Imagine, i l'any següent va rebre un Oscar tècnic pel seu treball. Poc després d'aquest debut, Farciot Edouart ASC, de Paramount Pictures, va perfeccionar la tècnica a partir del 1933, i va desenvolupar diversos mètodes nous, com ara sincronitzar tres projectors amb la mateixa placa de fons per a una exposició més uniforme i brillant. Linwood Dunn ASC, de RKO Radio Pictures, va ampliar això amb l'ús de mat mòbil en pel·lícules com Flying Down to Rio (1933). La primera retroprojecció a gran escala va ser creada pel famós director d'efectes especials Eiji Tsuburaya per a la pel·lícula germà-japonesa d'Arnold Fanck La filla del samurai.
Com que la càmera ha d'estar immòbil i posicionada de manera frontal, Alfred Hitchcock va tenir l'enginy d'utilitzar-lo com un instrument per crear un espai paranoic i asfixiant on la projecció dins de la projecció es revela com a tal, això es pot veure exemplificat en films com Nàufrags (1944) o Notorious (1946).
El cineasta de fantasia Ray Harryhausen va ser pioner en una variació de la retroprojecció a les dècades de 1950 i 1960 amb Dynamation, en què la pantalla del darrere es col·locava en un decorat en miniatura juntament amb criatures en stop-motion. Harryhausen va descobrir una manera de sincronitzar el moviment de les figures en miniatura amb la projecció de fons com una manera d'inserir humans d'acció real a la mateixa escena que les criatures.

## Pel·lícules on ha estat utilitzada la retroprojecció
- Just imagine (1930), David Butler

- Liliom (1934), Fritz Lang
- El màgic d'Oz (1939), Víctor Fleming
- Enviat especial (1940), Alfred Hitchcock
- El bot salvavides (1944), Alfred Hitchcock
- Notorius (1946), Alfred Hitchock
- 2001: una odissea de l'espai (1968), Stanley Kubrick
- King Kong (1976), John Guillrmin
- Aliens (1986), James Cameron[13]
- Terminator 2 (1991), James Cameron[14]
- Europa (1991), Lars von Trier
- Pulp Fiction (1994), Quentin Tarantino[15]
- Natural Born Killers (1994), Oliver Stone[9]